# Ajahn Chah
Ajahn Chah Chah Subhaddo (Chao Khun Bodhinyana Thera) (Ubon Ratchathani, 17 giugno 1918 – Ubon Ratchathani, 16 gennaio 1992) è stato un monaco buddhista thailandese.
Ajahn Chah è stato un maestro della scuola Theravada, dei Monaci della foresta tailandese. Dopo essere stato per molti anni nella foresta e in località deserte della Thailandia Centrale, come monaco mendicante, praticando la più stretta disciplina ascetica, Ajahn Chah ha fondato una comunità monastica conosciuta in occidente come Thai Forest tradition che si è diffusa in tutto il mondo.

## Biografia
Chah Subhaddo (Chao Khun Bodhinyana Thera) (Thai: ชา สุ ภั ท โท, in alternativa Achaan Chah, cui vengono tributati i titoli onorifici Luang Por e Phra, 17 giugno, 1918 - 16 gennaio 1992) è stato un insegnante molto conosciuto del Buddhadhamma, in Thailandia e in molti Paesi occidentali, fondatore dei due principali monasteri della Tradizione della foresta tailandese.

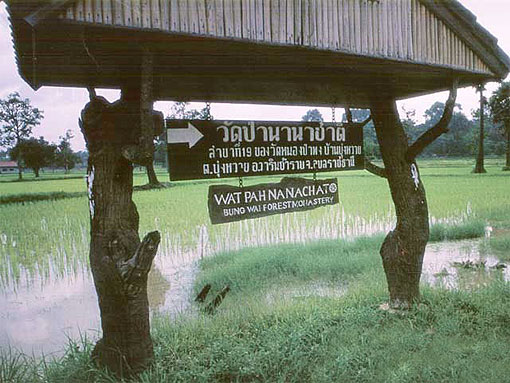
Indicazione del sentiero che porta al Monastero Internazionale Wat Pah Nanachat a Bahn Bung Wai, Warin Chamrap, Thailandia. Uno tra i primi monasteri fondati da Ajahn Chah. Il monastero si propone di offrire a persone provenienti da tutto il mondo, l'insegnamento in lingua inglese della pratica che il Buddha ha insegnato e i monaci nella foresta hanno tramandato da più di 2500 anni

### L'ordinazione
Ajahn Chah, dopo aver terminato gli studi di base, trascorse tre anni come novizio, prima di tornare alla vita laica, per aiutare i suoi genitori. All'età di vent'anni, però, decise di riprendere la vita monastica, e il 26 aprile 1939 ricevette l'upasampadā (l'ordinazione come bhikkhu). Nei primi anni di vita monastica Ajahn Chah segue un modello di apprendimento tradizionale, studiando gli insegnamenti buddisti e la lingua Pali delle scritture. Nel 1946 abbandona gli studi e parte per un lungo pellegrinaggio, come monaco mendicante. Percorre oltre quattrocento chilometri tra giungle e foreste della Thailandia Centrale, dormendo nei boschi, affidandosi alle offerte degli abitanti dei villaggi lungo la strada. Incontra il Venerabile Ajahn Mun Bhuridatta, un maestro di meditazione molto rispettato e ne diventa discepolo. Ajahn Mun gli spiega che, anche se gli insegnamenti del Buddha sono molto complessi, nella loro essenza sono semplici. Ajahn Mun pratica la meditazione in foreste e montagne isolate, in solitudine, mantenendo pochi contatti con altre persone. Ha passato anni in ritiro solitario nelle giungle e nel deserto inaccessibile. Secondo i suoi discepoli, Ajahn Mun ha raggiunto la piena illuminazione o lo stato di arahant, proprio durante la sua permanenza tra le tribù delle colline, in una montagna che ha una posizione molto particolare, nelle tradizioni sciamaniche della Thailandia.

### La pratica nella foresta
Per i successivi sette anni Ajahn Chah pratica nello stile della tradizione della foresta, vagando per le campagne in cerca di luoghi appartati e isolati, dove sviluppare la pratica della meditazione. Vive nella giungla, in compagnia della tigre e del cobra, riflettendo sulla morte per penetrare il vero significato della vita.
Durante la prima parte del ventesimo secolo il Buddhismo Theravada ha subito un nuovo impulso sotto la guida di insegnanti eccezionali che intendevano riportare lo standard della pratica monastica ai modelli proposti dal Buddha Gautama. Uno di questi insegnanti è stato Ajahn Mun Bhuridatta. Ajahn Chah segue gli standard elevati praticati da Ajahn Mun, mantenendo rigorosamente la regola monastica originaria, codificata nel Vinaya. I primi scismi importanti nel Sangha buddhista sono stati in gran parte causati dal disaccordo sul modo più o meno rigoroso di interpretare le norme di formazione monastica. Mentre alcune tradizioni sono più flessibili, altre (come appunto quella Theravada) interpretano il Vinaya quasi alla lettera, proponendosi di raggiungere la liberazione dalla sofferenza in questa esistenza mediante una forte vocazione alla pratica ascetica. Con ogni probabilità Ajahn Chah più di tutti è stato l'elemento di unione tra la pratica monastica della Foresta thailandese (rivitalizzata da Ajahn Mun, Ajahn Thate e Ajahn Lee in oriente) e le aspirazioni occidentali di Ajahn Sumedho e dei monaci che lo hanno seguito, intenzionato a trovare una via "pratica" che portasse alla cessazione della sofferenza. Un esempio di rigore nella disciplina, volta ad approfondire la pratica della meditazione, e a promuovere la rinuncia e l'ascesi in luoghi isolati, a contatto con la natura, in cui Ajahn Mun dice di aver trovato – dopo una lunga ricerca – il suo vero Maestro di Dhamma.

### In viaggio verso l'Occidente
Nel 1967 un monaco americano venuto al Wat Pah Pong, il neo-ordinato Ajahn Sumedho, aveva appena trascorso il suo primo Vassa in un monastero, vicino al confine laotiano. Nonostante i suoi sforzi, Ajahn Sumedho si era reso conto che faceva pochi progressi e sentiva di avere bisogno di un maestro, in grado di insegnargli tutti gli aspetti della pratica monastica. Per caso, uno dei monaci di Ajahn Chah, passò al monastero in cui risiedeva Ajahn Sumedho. Dopo aver sentito i racconti del monaco sulla vita e l'insegnamento di Ajahn Chah, Ajahn Sumedho chiese al suo precettore di avere la possibilità di recarsi al Wat Pah Pong. Ajahn Chah accettò di buon grado il nuovo discepolo, insistendo però sul fatto che, come occidentale, non avrebbe avuto trattamenti di favore. Ajahn Chah era conosciuto per l'austerità della sua disciplina e per il rispetto rigoroso del Vinaya, che imponeva a se stesso e ai monaci che lo seguivano, in modo che tutti fossero in grado di sviluppare la sopportazione e la determinazione. In quel periodo, altri occidentali giunsero al Wat Pah Pong. Nel 1975, Ajahn Sumedho con alcuni monaci occidentali trascorse qualche tempo in un bosco, non lontano da Wat Pah Pong. Gli abitanti del luogo chiesero loro di rimanere, e Ajahn Chah acconsentì, fondando il Wat Pah Nanachat di cui Ajahn Sumedho divenne il primo "abate". Wat Pah Nanachat fu il primo monastero in Thailandia a essere gestito da monaci stranieri, provenienti da tutti i Paesi del mondo, in cui gli insegnamenti vengono impartiti in lingua inglese.
Rispettato e amato nel suo Paese come maestro di grande saggezza, è stato uno dei promotori del Buddhismo Theravada in Occidente. Nel 1977, Ajahn Chah fu invitato in Gran Bretagna dall'English Sangha Trust A partire dal 1979 con la creazione del monastero Cittaviveka (comunemente noto come monastero buddista di Chithurst) nel Regno Unito, la tradizione della foresta tailandese, così come viene insegnata da Ajahn Chah, si è diffusa in tutta Europa, negli Stati Uniti e nel Commonwealth britannico. I discorsi di dhamma di Ajahn Chah sono stati registrati, trascritti e tradotti in diverse lingue. Tornato in Gran Bretagna, Ajahn Chah ha poi continuato a viaggiare in America e in Canada per incontrare le diverse comunità buddhiste e incoraggiarle nella pratica e nell'insegnamento.

### La lunga malattia e la morte
Dopo il viaggio del 1981, Ajahn Chah rimase a lungo in Thailandia a causa degli effetti debilitanti del diabete. Quando la malattia peggiorò, decise di usare il proprio corpo come un insegnamento, un esempio vivente dell'impermanenza di tutte le cose, cercando di trovare un vero rifugio dentro di sé. Nel 1981, prima della fine della stagione delle piogge, venne trasferito a Bangkok, per sottoporsi a un'inutile operazione. Nel giro di pochi mesi smise di parlare e, a poco a poco, perse il controllo delle membra, finendo i suoi giorni paralizzato e costretto a letto. Durante tutto questo tempo fu diligentemente e amorevolmente curato dai discepoli devoti, grati per l'occasione di offrire un servizio vitale, all'insegnante che con tanta pazienza e compassione aveva indicato loro la via. Più di un milione di persone, tra cui la famiglia reale thailandese, assistette al funerale di Ajahn Chah, nel 1992. Ha lasciato un'eredità di insegnamenti del Dhamma, monasteri e discepoli, monaci e laici, sparsi in tutto il mondo.

## Alcuni tra i maggiori discepoli occidentali di Ajahn Chah
- Ajahn Sumedho, "abate" emerito di Amaravati Buddhist Monastery, Hemel Hempstead, Hertfordshire, Regno Unito
- Ajahn Khemadhammo, "abate" di The Forest Hermitage, Warwickshire, Regno Unito
- Ajahn Munindo, "abate" di Aruna Ratanagiri Buddhist Monastery, Northumberland, Regno Unito
- Ajahn Pasanno, "abate" di Abhayagiri Monastery, Redwood Valley, California, USA
- Ajahn Amaro, "abate" di Amaravati Monastery, Amaravati Buddhist Monastery, Hemel Hempstead, Hertfordshire, Regno Unito
- Ajahn Viradhammo: "abate" di Tisarana Buddhist Monastery, Perth, Ontario, Canada
- Ajahn Mitsuo Gavesako, "abate" di Wat Pah Sunandavanaram, Kanchanburi Province, Thailandia
- Jack Kornfield
- Ajahn Jayasaro, "abate" emerito di Wat Pa Nanachat
- Ajahn Brahm, "abate" di Bodhinyana Monastery, Serpentine, Australia Occidentale.